# Mezőszentmárton
Mezőszentmárton (románul: Sânmărtinu de Câmpie ) falu Romániában, Maros megyében.

## Története
1296-ban Zenmarton néven említik először. Nevét valószínűleg Szent Márton tiszteletére szentelt templomáról kapta, amely azonban nyomtalanul eltűnt.
A trianoni békeszerződésig Maros-Torda vármegye Marosi felső járásához tartozott.

## Népessége
1910-ben 1401 lakosából 1250 román, 146 magyar és 5 cigány volt.
2002-ben 480 lakosa volt, ebből 436 román, 37 cigány és 7 magyar nemzetiségű.

## Vallások
A falu lakói közül 457-en ortodox hitűek.